# Mechthild Großmann
Mechthild Großmann (* 23. Dezember 1948 in Münster) ist eine deutsche Schauspielerin, Synchronsprecherin, Hörbuch- und Hörspielsprecherin. Einem breiteren Publikum wurde sie vor allem als Tatort-Staatsanwältin Wilhelmine Klemm, die sie seit 2002 spielt, bekannt.

## Leben

### Herkunft und Ausbildung
Mechthild Großmann wurde nach drei Brüdern als viertes Kind einer Übersetzerin und eines Kaufmanns geboren. Sie wuchs in Münster im Kreuzviertel nahe dem Coerdehof auf. Als Kind nahm sie Ballettunterricht. Später begann sie professionell zu tanzen. Danach absolvierte sie in Hamburg eine Schauspielausbildung.

### Theater
1969 wurde Großmann von Kurt Hübner engagiert, dem Intendanten des Bremer Theaters am Goetheplatz, des damals führenden Theaters in der Bundesrepublik Deutschland. Nach Hübners Weggang 1973 ging sie zum Staatstheater Stuttgart unter Leitung von Claus Peymann und von 1977 bis 1979 zum Schauspielhaus Bochum unter Leitung von Peter Zadek. Großmann war von 1976 bis 2017 Mitglied des Tanztheaters Pina Bausch und gehörte als Schauspielerin zu den Stützen dieses Tanzensembles. Pina Bausch wählte sie 1975 als Sängerin für ihre Inszenierung des Brecht-Weill-Stücks Die sieben Todsünden (1976) aus.
Von 1990 bis 1994 war sie als Dozentin für Tanzgeschichte und Schauspiel an der Folkwang Universität der Künste in Essen tätig.
Für ihre Darstellung der Martha in dem Stück Wer hat Angst vor Virginia Woolf? am Staatstheater Kassel wurde sie 2007 mit dem Darstellerpreis der Hessischen Theatertage ausgezeichnet. Am Schauspiel Frankfurt gastierte sie in der Spielzeit 2008/09 als Gerichtsdiener Frosch in einer Inszenierung von Johann Strauss’ Operette Die Fledermaus, übernahm als Königin Margaret, Herzogin von York, Bürger und Geist insgesamt vier verschiedene Rollen in dem Shakespeare-Drama Richard III. und spielte in der Spielzeit 2020/21 den Tod in Jedermann (stirbt). Am Schauspielhaus Bochum war sie 2015 in Friedrich Dürrenmatts Tragikomödie Der Besuch der alten Dame unter der Regie von Anselm Weber die Multimillionärin Claire Zachanassian.

### Film, Fernsehen und Hörspiel
Ihr Debüt als Film- und Fernsehschauspielerin gab Großmann 1980 in der Rolle der Hure Paula in Rainer Werner Fassbinders vierzehnteiliger Miniserie Berlin Alexanderplatz, wo sie in der Auftaktfolge Die Strafe beginnt zu sehen war. 1985 spielte sie die Hauptrolle (eine Geschäftsfrau und Domina) in dem Avantgarde-Film Verführung: Die grausame Frau. Danach folgten viele weitere Film- und Fernsehproduktionen. Deutschlandweit bekannt wurde sie unter anderem durch ihre Rolle als kettenrauchende Staatsanwältin Wilhelmine Klemm im Tatort Münster, die sie seit 2002 spielt. In der Wilhelm-Hauff-Märchenverfilmung Zwerg Nase (2008) übernahm sie unter der Regie von Felicitas Darschin die Rolle der Fee Kräuterweis. Eine weitere Rolle hatte sie 2016 in dem Märchenfilm Prinz Himmelblau und Fee Lupine nach einem Feenmärchen aus Christoph Martin Wielands Dschinnistan, wo sie an der Seite von ihrer Münsteraner Tatort-Kollegin Friederike Kempter die Königin und Mutter von Prinz Himmelblau spielte.
Seit den 2000er Jahren spricht sie zahlreiche Hörbuch- und Hörspielproduktionen ein. 2015 und 2016 bekam sie für ihre Interpretation der Kinderhörbücher Der Yark und Aus dem Tagebuch einer Killerkatze den Deutschen Kinderhörbuchpreis BEO verliehen.

### Privates
Mechthild Großmann lebte mit dem Regisseur Stephan Meyer zusammen, der unter anderem im Jahr 2000 den Kriminalfilm Die achte Todsünde: Gespensterjagd und 2004 die Tatort-Folge Mörderspiele mit ihr produzierte, und hat mit ihm eine 1991 geborene Tochter. Sie wohnt in Hamburg.
Zu Großmanns Markenzeichen wurde ihre tiefe, rauchige Stimme mit hohem Wiedererkennungswert. Nach eigener Aussage war ihre Stimme bereits so tief, als sie ein Kind war; zudem habe sie fast keine Stirn- und Kieferhöhlen.

## Filmografie (Auswahl)

### Als Darstellerin
- 1979: Berlin Alexanderplatz (Regie: Rainer Werner Fassbinder)
- 1985: Verführung: Die grausame Frau (Regie: Monika Treut, Elfi Mikesch)
- 1987: Schlüsselblumen (Mehrteiler) (Regie: Stephan Meyer)
- 1989: Die Klage der Kaiserin (Regie: Pina Bausch)
- 1989: All of me (Regie: Bettina Wilhelm)
- 1990: Der Fahnder – Comeback (Regie: Werner Masten)
- 1992, 1993: Ein Fall für zwei – Scheine spielen schwarz und Mann hinter Vorhang
- 1995: Evelyn Hamanns Geschichten aus dem Leben (Ab nach Rio)
- 1996: Gefährliche Freundin (Regie: Hermine Huntgeburth)
- 1997: Ärzte – Dr. Vogt Spätschäden (Regie: Stephan Meyer)
- 2000: Die achte Todsünde: Gespensterjagd (Regie: Stephan Meyer)
- 2001: Ein Sommertraum (Regie: Rolf Silber)
- 2001: Nirgendwo in Afrika (Regie: Caroline Link)
- 2002: Rosa Roth „Die Abrechnung“ (Regie: Carlo Rola)
- 2002–2024: Tatort → Hauptartikel: „Wilhelmine Klemm“ im Artikel Thiel und Boerne
- 2002: Mädchen, böses Mädchen (Regie: Dennis Satin)
- 2003: Mein Leben & Ich (Fernsehserie)
- 2003: Adelheid und ihre Mörder – Zwei Morde und ein halber
- 2005: Die Nachrichten (Regie: Matti Geschonneck)
- 2006: Mutterglück (Regie: Christian Görlitz)
- 2007: Teddytester (Kurzfilm) (Regie: Felicitas Darschin)
- 2008: Zwerg Nase (Regie: Felicitas Darschin)
- 2008: Pera Kassiros (Regie: Sofia Papachristou)
- 2009: Die Päpstin (Stimme der Erzählerin)
- 2016: Emma nach Mitternacht – Der Wolf und die sieben Geiseln (Regie: Torsten C. Fischer)
- 2016: Prinz Himmelblau und Fee Lupine (Regie: Markus Dietrich)
- 2020: Die Chefin (Fernsehserie, Folge Verzockt)
- 2022: Der Onkel – The Hawk

### Als Synchronsprecherin
- 2004: Die Unglaublichen – The Incredibles (Edna „E“ Mode für Brad Bird)
- 2018: Die Unglaublichen 2 (Edna „E“ Mode für Brad Bird)
- 2024: Das Grundgesetz der Tiere (ZDF, Bundesadler)

## Theatrografie (Auswahl)
- 1969–1973: Theater der Freien Hansestadt Bremen (Leitung Kurt Hübner)
- 1973–1975: Württembergisches Staatstheater Stuttgart (Leitung Claus Peymann)
- 1977–1979: Schauspielhaus Bochum (Leitung Peter Zadek)
- seit 1978: Tanztheater Pina Bausch Wuppertal (als Gast)
- 1984: Schauspielhaus Köln (Leitung Jürgen Flimm): Wo meine Sonne scheint (Ein-Personen-Stück von Mechthild Großmann und Helmut Schäfer)
- 2001: Theater Münster: Medea, Regie: Karin Neuhäuser
- 2006: Staatstheater Kassel: Wer hat Angst vor Virginia Woolf? (Edward Albee), Rolle: Martha, Regie: Thomas Bockelmann
- 2008: Schauspiel Frankfurt: Die Fledermaus (Johann Strauss), Rolle: Gerichtsdiener Frosch, Regie: Karin Neuhäuser
- 2009: Schauspielhaus Bochum: Eine Familie (Tracy Letts), Rolle: Violet Weston, Regie: Markus Dietz
- 2015: Schauspielhaus Bochum: Der Besuch der alten Dame (Friedrich Dürrenmatt), Rolle: Claire Zachanassian, Regie: Anselm Weber
- 2017: Schauspiel Frankfurt: Richard III. (William Shakespeare), verschiedene Rollen: Königin Margaret, Herzogin von York, Bürger, Geist, Regie: Jan Bosse
- 2017: Augsburger Puppenkiste: Die Bremer Stadtmusikanten, Sprechrolle: Räuberhauptfrau, Regie: Florian Moch[10]
- 2018: Augsburger Puppenkiste: Der Ring des Nibelungen, Sprechrolle: Erdgöttin Erda, Regie: Florian Moch
- 2020: Schauspiel Frankfurt: Jedermann (Hugo von Hofmannsthal), Rolle: Tod, Regie: Jan Bosse
- 2022: Theater Münster: Das Vermächtnis (Matthew Lopez), Rolle: Margaret, Regie: Sebastian Schug
- 2024: Staatstheater Augsburg / Augsburger Puppenkiste: Der Sandmann, Rolle: Erzählerin, Regie: Florian Moch[11]

## Hörbücher / Hörspiele (Auswahl)
- 2004: Otherland von Tad Williams. Der Hörverlag
- 2004: Der Schwarm von Frank Schätzing. Der Hörverlag, ISBN 3-89940-396-7
- 2005: Gleissendes Glück von A. L. Kennedy. Der Audio Verlag, ISBN 3-8031-4078-1
- 2005: Suchers Leidenschaften: Gertrude Stein oder Wörter tun, was sie wollen von C. Bernd Sucher. Argon Verlag, ISBN 3-87024-038-5
- 2006: Die Teufelin von Fay Weldon. Patmos audio, ISBN 3-491-91192-3
- 2007: Kulinarisches Traktat für traurige Frauen von Héctor Abad. Verlag Klaus Wagenbach, ISBN 3-8031-4093-5
- 2007: Der Jünger des Teufels von Glenn Meade. Lübbe Audio Verlag, ISBN 3-7857-3292-9
- 2008: Lieblose Legenden von Wolfgang Hildesheimer. Patmos audio, ISBN 3-491-91262-8
- 2008: Saga von Conor Kostick. Oetinger Verlag, ISBN 3-8373-0362-4
- 2008: Kafka: erHören! von Franz Kafka. Random House Audio, ISBN 3-86604-853-X
- 2008: Blutmale von Tess Gerritsen. Random House Audio, ISBN 3-86604-704-5
- 2008: Leichenraub von Tess Gerritsen. Random House Audio, ISBN 3-86604-880-7
- 2008: Drei Engel und Herr Prahl: Gedichte um, über und für Engel von Mechthild Großmann und Axel Prahl. Patmos audio, ISBN 3-491-91277-6
- 2008: Secret von Chris Mooney. Hörbuch Hamburg, 3-89903-620-4
- 2009: Grabkammer von Tess Gerritsen. Random House Audio, ISBN 3-8371-0033-2
- 2009: Unwiderstehlich böse… Frauen von Minette Walters. Random House Audio, ISBN 3-8371-0031-6
- 2010: Rita das Raubschaf von Martin Klein. Sauerländer audio, ISBN 978-3-7941-8505-4
- 2010: Totengrund von Tess Gerritsen, Random House Audio, ISBN 978-3-8371-0557-5
- 2011: Rita das Raubschaf und der Ruf der Karibikwölfe von Martin Klein. Sauerländer audio, ISBN 978-3-7941-8582-5
- 2011: Grimms Märchen von Brüder Grimm. Sauerländer audio, ISBN 978-3-411-80830-4 (die Erzählungen Der Teufel mit den drei goldenen Haaren, Von dem Fischer und seiner Frau, Der Hase und der Igel)
- 2011: Ältere Dame sucht Weihnachtsfrieden von Helene Tursten. Random House Audio, ISBN 978-3-8371-1258-0 (Wunderbare Weihnachtsmorde)
- 2012: Raststätte Mile 81 & Die Düne von Stephen King. Random House Audio, ISBN 978-3-8371-1859-9
- 2012: Erwin, König der Wüste von Ian Whybrow. Sauerländer audio, ISBN 978-3-411-81148-9
- 2012: Das ist alles. C'est tout. von Marguerite Duras, Hörspiel mit Mechthild Großmann, Alexander Fehling und Jeanne Moreau. Regie: Kai Grehn. Hörbuch Hamburg, ISBN 978-3-89903-892-7
- 2013: Erwin und die wilden Drei von Ian Whybrow. Sauerländer audio, ISBN 978-3-411-81261-5
- 2013: Das hässliche Entlein und Die Geschichte einer Mutter von Hans Christian Andersen, in der Edition Andersens Märchen. Sauerländer audio, ISBN 978-3-7373-6585-7
- 2014: Pontormos Sintflut von Michael Glasmeier – Realisation und Musik: Frieder Butzmann – (Hörspiel – DKultur)
- 2014: Kalt ist der Abendhauch von Ingrid Noll, Random House Audio, ISBN 978-3-8371-2732-4 (Reihe: Brigitte Starke Stimmen)
- 2015: Max und Moritz und fünf Gedichte von Wilhelm Busch mit Stefan Kaminski. Sauerländer audio 2015, ISBN 978-3-8398-4701-5
- 2015: Der Yark von Bertrand Santini. Sauerländer audio 2015, ISBN 978-3-8398-4694-0
- 2015: Jonas der mechanische Hai von Bertrand Santini. Sauerländer audio 2015, ISBN 978-3-8398-4710-7
- 2015: Klar ist es Liebe von Sandy Hall. Rolle: Parkbank. Sauerländer audio 2015, ISBN 978-3-8398-4709-1
- 2016: Mücke, Maus und Maulwurf von Bibi Dumon Tak. Oetinger Verlag 2016, ISBN 978-3-8373-0916-4
- 2016: Terror-Tantchen von David Walliams, Argon Sauerländer audio 2016, ISBN 978-3-8398-4120-4
- 2016: Totenlied von Tess Gerritsen, Argon Random House 2016, ISBN 978-3-8371-3989-1
- 2018: Viele Grüße vom Kap der Wale von Megumi Iwasa. Hörspiel. Rolle: Waltraud. Sauerländer audio 2018, ISBN 978-3-8398-4921-7
- 2018: Die Kakerlakenbande – Applaus für die Laus von Christian Tielmann. Argon Sauerländer audio 2018, ISBN 978-3-8398-4182-2
- 2019: Die Kakerlakenbande – In der Mauer auf der Lauer von Christian Tielmann. Argon Sauerländer audio 2019, ISBN 978-3-8398-4188-4
- 2019: Die Kakerlakenbande –  Ratzfatz zum Schatz von Christian Tielmann. Argon Sauerländer audio 2019, ISBN 978-3-8398-4202-7
- 2019: Viele Grüße von der Seehundinsel von Megumi Iwasa. Hörspiel. Rolle: Waltraud. Sauerländer audio 2019, ISBN 978-3-8398-4955-2
- 2020: Robert Harris: Der zweite Schlaf (Dr. Nicholas Shadwell) – Regie: Leonhard Koppelmann (Hörspielbearbeitung – HR/Der Hörverlag)
- 2022: Fran Lebowitz: NEW YORK UND DER REST DER WELT, Argon Verlag, ISBN 978-3-7324-5857-8 (Hörbuch-Download)
- 2024: Der Schwobbel – Ein Schleim zieht ein von Mars-Leo Frei, Argon Sauerländer audio 2024, ISBN 978-3-8398-4430-4

## Dokumentarfilm
- Mechthild Großmann. Eine Schauspielerin. Fernsehportrait, Deutschland, 1991, Regie: Claus Strobel, Produktion: WDR
- Rasputin-Mord am Zarenhof  Dokumentarfilm, Deutschland, 2016, Regie: Eva Gerberding, Produktion: arte

## Auszeichnungen
- 2007: Darstellerpreis der Hessischen Theatertage für die Darstellung der Martha in Wer hat Angst vor Virginia Woolf? am Staatstheater Kassel
- 2015: Deutscher Kinderhörbuchpreis BEO[12] für ihre Interpretation des Kinderhörbuchs Der Yark von Bertrand Santini
- 2016: Deutscher Kinderhörbuchpreis BEO für ihre Interpretation des Kinderhörbuchs Aus dem Tagebuch einer Killerkatze von Anne Fine